# Listriella goleta
Listriella goleta är en kräftdjursart som beskrevs av J. L. Barnard 1959. Listriella goleta ingår i släktet Listriella och familjen Liljeborgiidae. Inga underarter finns listade i Catalogue of Life.